# (13346) Danielmiller
(13346) Danielmiller est un astéroïde de la ceinture principale.

## Description
(13346) Danielmiller est un astéroïde de la ceinture principale. Il fut découvert le 26 septembre 1998 à Socorro (Nouveau-Mexique) par le projet LINEAR. Il présente une orbite caractérisée par un demi-grand axe de 2,39 ua, une excentricité de 0,18 et une inclinaison de 1,4° par rapport à l'écliptique.

## Compléments